# Ismenia
Ismenia (in greco antico: Ἰσμηνίας?, Ismenìas; Tebe, fine V secolo a.C. – Tebe, 382 a.C.) è stato un politico tebano.

## Biografia
Salito al potere negli anni della guerra del Peloponneso, condusse sempre una politica anti-spartana; tra le sue azioni più importanti ci fu l'aver accolto, nel 404 a.C., gli esuli democratici che erano fuggiti da Atene a causa delle persecuzioni dei Trenta tiranni; questi settanta esuli, comandati da Trasibulo, un anno dopo riuscirono a tornare al potere.
Quando lo spartano Febida giunse a Tebe e prese la città, Ismenia, che era polemarco assieme a Leonziade, al quale lui e Androclida si erano strenuamente opposti, fu imprigionato nella Cadmea, processato coll'accusa di medismo da una corte di giudici spartani o loro alleati e da essi condannato a morte.
Platone lo cita come un esempio di persona arricchitasi in poco tempo, includendolo anche nella lista degli uomini potenti con pochi scrupoli morali.